# Jaromír Blažke
Jaromír Blažke (24. srpna 1910 Uherský Brod – 3. srpna 1966 Brno) byl český právník, vysokoškolský učitel, který se věnoval občanskému právu a později oblasti technických norem. Byl také posledním děkanem Právnické fakulty Masarykovy univerzity před jejím zrušením v roce 1950.

## Život
Už za svých středoškolských studií na reformním reálném gymnáziu v Uherském Brodě vstoupil Jaromír Blažke do KSČ a po zapsání se ke studiu práv se na brněnské právnické fakultě účastnil aktivit levicových organizací jako byla Levá fronta, Jednota nemajetných a pokrokových studentů nebo Kostufra. Roku 1935 fakultu absolvoval a šel do advokacie, po praxi advokátního koncipienta pracoval od roku 1940 jako samostatný advokát ve Velké Bíteši. Za protektorátu se účastnil odboje a roku 1942 jej věznilo gestapo.
Po válce jeho aktivity ještě vzrostly, nejdříve se stal předsedou MNV ve Velké Bíteši, ale vzápětí odešel do služeb Moravskoslezského zemského národního výboru v Brně, vedl národní správu moravské jednoty hospodářských družstev, stal se viceprezidentem moravské advokátní komory i rozhodčího soudu brněnské plodinové burzy, publikoval množství článků v deníku Rovnost a byl zvolen členem rady Ústředního národního výboru v Brně. Na počátku roku 1948 začal přednášet na Vysoké škole sociální a zároveň na Právnické fakultě Masarykovy univerzity, kde se během převratu stal předsedou akčního výboru, z jehož rozhodnutí musela řada profesorů fakultu opustit. Následně zde byl jmenován profesorem občanského práva a vedl ústav pro občanské právo a ústav pro právní filosofii. O rok později se stal děkanem, ve funkci na delší dobu posledním, protože roku 1950 byla celá fakulta zrušena. Ze zbývajících učitelů pouze Blažke mohl přejít na pražskou právnickou fakultu.
Kromě výuky se v Praze účastnil i rekodifikačních prací Ministerstva spravedlnosti v oblastech občanského a rodinného práva v období tzv. Právnické dvouletky. Protože se ale na katedře občanského práva, kterou chvíli vedl, dostal do značných konfliktů s ostatními kolegy, vrátil se nakonec do Brna, kde na Vysoké škole zemědělské začal přednášet zemědělské a družstevní právo. Na její provozně ekonomické fakultě vedl katedru statistiky a práva a vědecky se přeorientoval na problematiku technické normalizace, kterou vyučoval i na Vysokém učení technickém. Této oblasti se Jaromír Blažke věnoval po zbytek života, vydával její učebnice, vedl řadu školení a přednášel o ní také v zahraničí, spolupracoval na standardizačním zákonodárství, byl členem ČSAV. Pro pokračující názorové konflikty se svými spolupracovníky ale prodělal několik infarktů a na jeden z nich nakonec předčasně zemřel.